# デビッド・ウッダード
デヴィッド・ジェームズ・ウッダード（David James Woodard、イギリス: [ˈwʊdɑːrd] ( 音声ファイル)、アメリカ: [ˈwʊdərd]、1964年4月6日-）は、アメリカ合衆国の指揮者、作家である。1990年代に、死の最中または直前に故人のために作曲された楽曲を演奏する仏教の慣習を表すため、preemptive（先導的に）とrequiem（レクイエム）のかばん語であるプレクイエム（prequiem）という用語を作り出した。
ウッダードが指揮者または音楽監督を務めたロサンゼルスでの追悼式には、2001年のエンジェル・フライトケーブルカーの事故で死亡したレオン・プラポートと怪我をした未亡人のローラを記念する追悼式も含まれる:125。また、砂浜に墜落したカリフォルニアカッショクペリカン等、野生動物の追悼も行っている:152–153。楽譜を書く際には、色付きのインクを好むと言われている:173。
オクラホマシティ連邦政府ビル爆破事件の主犯であるティモシー・マクベイは、インディアナ州テレホートで処刑される前夜に、ウッダードにプレクイエムの指揮を依頼した:30。ウッダードは、マクベイの「恐ろしい所業」を認識しながらも、テレホート刑務所近くの聖マーガレット・メアリー教会において、翌朝の立会人を含む聴衆の前で、地元の管弦楽団による自身作曲のアウェー・アトクゥェ・ウァレー（"Ave Atque Vale"、ラテン語で「さようなら、お元気で」）のコーダ部分の初演を行うことに同意した:240-241。大司教ダニエル・ビュークラインと後の枢機卿ロジャー・マホニーは、ローマ教皇ヨハネ・パウロ2世に、ウッダードの総譜を祝福するよう嘆願した:37:34-41。
ウッダードの作成したドリーマシン（穏やかな幻覚作用を持つランプ）のレプリカは、世界中の美術館で展示されている。Der Freund等の文芸雑誌には、種間の「業」や植物の意識、パラグアイのヌエバ・ヘルマニア集落についての文章等を寄稿している:247。

## 教育
独学の他、ニュースクール大学のニュースクール・フォー・ソーシャルリサーチやカリフォルニア大学サンタバーバラ校で学んだ。

## ヌエバ・ヘルマニア
2003年、ウッダードは、ロサンゼルスのジュニパーヒルズ地区の議員に選出された。ここで、彼はパラグアイのヌエバ・ヘルマニアと姉妹都市提携することを提案した。この計画に先立ち、彼はかつてのベジタリアンやフェミニストのユートピアを旅して、地方の首長と面会した。最初の訪問の後、彼は「道徳的、知的に劣っている」人種と遭遇し:39-40、関係は求めないが、今後の執筆において研究の対象とすることを選択した。特に興味を持ったのは、リヒャルト・ワーグナーやエリーザベト・フェルスター＝ニーチェによる、原初的なトランスヒューマニズムの考えである。エリーザベトは夫のベルンハルト・フェルスターとともに、いわゆる「コロニー」を創設し、1886年から1889年までそこで生活した:28-31。
2004年、ヌエバ・ヘルマニアの創設理念に持続可能性の側面を認識したウッダードは、合唱用アンセム"Our Jungle Holy Land"を作曲した:41-50:21章。
2004年から2006年まで、当時のアメリカ合衆国副大統領ディック・チェイニーの支援を得て、ウッダードは、ヌエバ・ヘルマニアへの多くの探検隊を率いた。2011年、ウッダードは、スイスの作家クリスティアン・クラハトに対し、多くはヌエバ・ヘルマニアに関する、相当な量の個人的な手紙をハノーファー大学インプリントから:32:180-189出版する許可を与えた:113-138。

## ドリーマシン
1989年から2007年にかけて、ウッダードは、ブライオン・ガイシンとイアン・ソマービルが開発した、ココボロまたはマツでできた電動の基盤上の電球を銅か紙でできた穴の開いた円筒で囲んだ構造を持つストロボスコープ型装置であるドリーマシンのレプリカを作った。ウッダードは、目を閉じて観察すると、この機械が薬物中毒や夢に相当する精神状態を引き起こす可能性があると主張した。
ウッダードは、ロサンゼルス・カウンティ美術館で行われるウィリアム・S・バロウズの1996年のビジュアル回顧展Ports of entryにドリーマシンを提供することに同意していたが、また、年配の作家と親しくなった結果、彼の83回目の最後の誕生日には、紙とマツでできた「ボヘミアンモデル」のドリーマシンを贈った:23。前者の機械は、サザビーズのオークションで2002年にプライベートの収集家に購入され、後者の機械は、バロウズの邸宅から、カンザス州ローレンスのスペンサー美術館に貸し出されている。2019年の批評研究では、ビート・ジェネレーションのラジ・チャンドラパティが、忘れられつつあったドリーマシンの思考遮断アプローチを再評価した:142-146。